# Philippe Buttani
Philippe Buttani (* 1966) ist ein französischer Amateurastronom und Asteroidenentdecker.
Im Jahre 1997 entdeckte er zusammen mit Christophe Demeautis den Asteroiden (46731) Prieurblanc.
Der Asteroid (18167) Buttani wurde am 23. September 2010 nach ihm benannt.